# Leopoldia
Leopoldia ist eine Pflanzengattung aus der Unterfamilie der Scilloideae.

## Beschreibung
Der Blütenstand ist eine lockere oder dichte Traube. Die Blütenstiele sind länger bis kürzer als die Blüten. Fruchtbare Blüten sind länglich-urnenförmig oder röhrenförmig, am Hals verengt und meist bräunlich, schmutzig gelblich oder grünlich gefärbt. Eine Nebenkrone fehlt. Aufgrund der gut entwickelten Schultern unter kurzen endständigen Lappen (oder auch Zähnen) wirken die Blüten oft unsymmetrisch. Die Lappen sind cremefarben, gelblich oder schwärzlich. Es sind zahlreiche unfruchtbare Blüten vorhanden. Diese bilden einen blauen, violetten oder rosafarbenen Schopf, der manchmal auch stark reduziert sein kann. Die Kapselfrüchte sind dreilappig, die Lappen mäßig oder stark abgeflacht.

## Verbreitung
Das Vorkommen der Arten erstreckt sich über den gesamten Mittelmeerraum. Es reicht von den Kanarischen Inseln bis nach Afghanistan und von Mitteldeutschland und der südlichen ehemaligen UdSSR bis nach Nordafrika. 

## Systematik
Die Gattung Leopoldia wird oft als Untergattung der Gattung Muscari geführt. Zu ihr gehören etwa 20 Arten, unter anderem folgende:
- Leopoldia bicolor (Boiss.) Eig & Feinbrun
- Leopoldia caucasica (Griseb. ex Baker) Losinsk.
- Schopfige Traubenhyazinthe (Leopoldia comosa) (L.) Parl.
- Leopoldia cycladica (P.H.Davis & D.C.Stuart) Garbari
- Leopoldia eburnea Eig & Feinbrun
- Leopoldia ghouschtchiensis Jafari & Maassoumi
- Leopoldia gussonei Parl.
- Leopoldia longipes (Boiss.) Losinsk.
- Leopoldia maritima (Desf.) Parl.
- Schmalblütige Traubenhyazinthe (Leopoldia tenuiflora) (Tausch) Heldr.
- Leopoldia weissii Freyn

## Belege
- Azarnoosh Jafari, Ali Ashar Maassoumi: Synopsis of Leopoldia, Muscari and Pseudomuscari (Hyacinthaceae) in Iran, with Leopoldia ghouschtchiensis sp. nova. In: Annales Botanici Fennici. Band 48, Nr. 5, S. 396–400, PDF-Datei.
- M. Ruizrejon, L. Pascual, C. Ruizrejon, B. Valdes, J. L. Oliver: A New Species of Muscari Subgenus Leopoldia from the Iberian Peninsula. In: Biochemical Systematics and Ecology. Band 13, Nr. 3, 1985, S. 239–250, PDF-Datei.